# Бурнешти (Арђеш)
Бурнешти (рум. Burnești) насеље је у Румунији у округу Арђеш у општини Скиту-Голешти. Oпштина се налази на надморској висини од 478 m.

## Становништво
Према подацима из 2002. године у насељу је живело 10 становника, од којих су сви румунске националности.